# أزمة تيمور الشرقية 1999

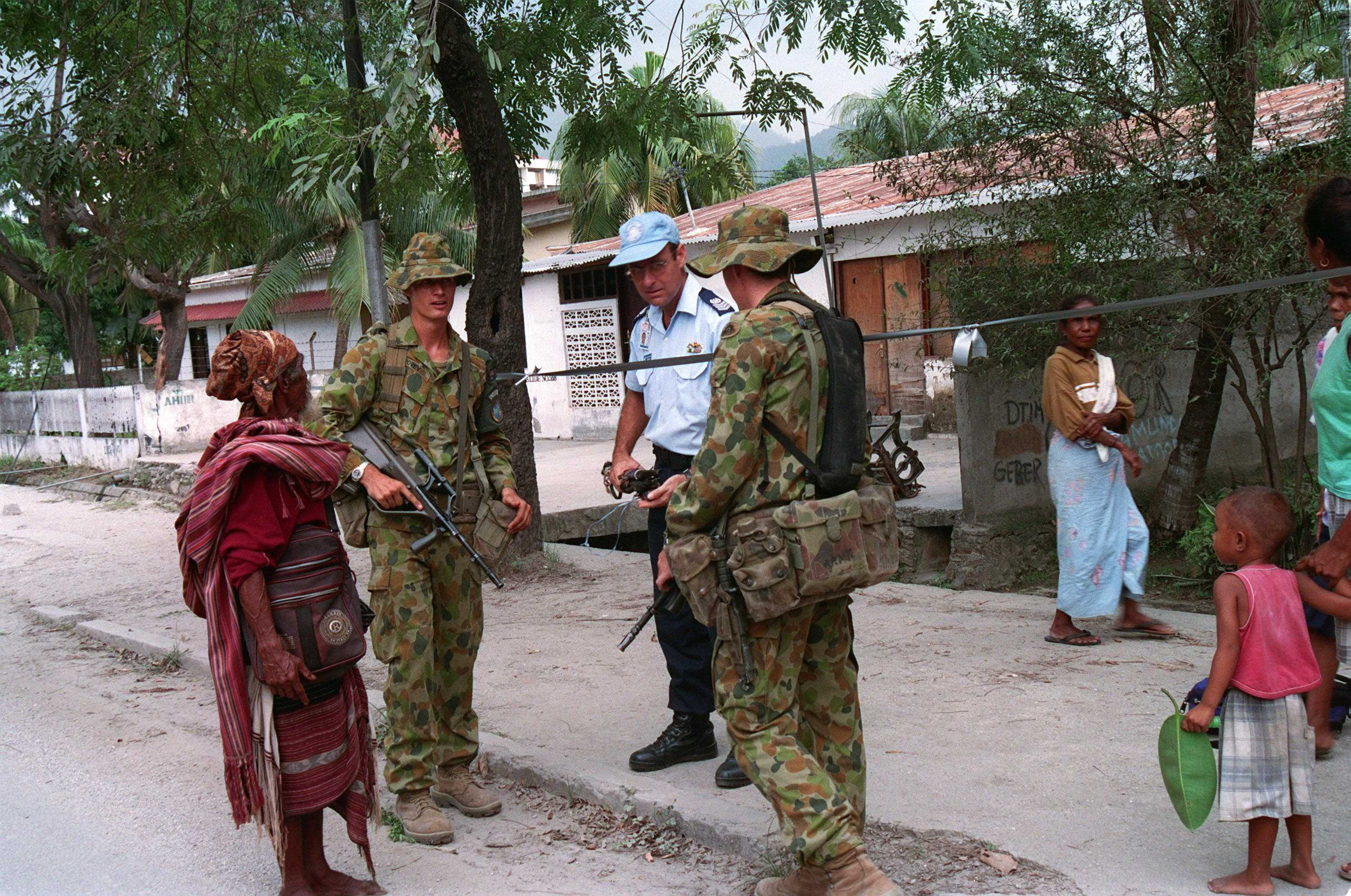
مدينة ديلي في تيمور الشرقية سنة 2000

بدأت أزمة عام 1999 في تيمور الشرقية بهجمات شنتها ميليشيات موالية لإندونيسيا على المدنيين، وامتد نطاقها إلى أعمال عنف عامة في جميع أنحاء البلاد، تركزت في العاصمة ديلي. تصاعدت حدة العنف بعد أن اختار غالبية الناخبين المؤهلين للتصويت في تيمور الشرقية الاستقلال عن إندونيسيا. من المعتقد أن نحو 1,400 مدني قد لقوا حتفهم. نُشرت قوة مفوضة من الأمم المتحدة (الإنترفت) مكونة بأساسها من أفراد قوة الدفاع الأسترالية في تيمور الشرقية لإرساء السلام والحفاظ عليه.

## التصويت والعنف
عندما بدأت المجموعات الداعمة للحكم الذاتي والاستقلال حملتها، شرعت سلسلة من جماعات تيمور الشرقية شبه العسكرية المؤيدة للاندماج تهدد بالعنف – وفي الواقع ترتكب أعمال عنف – في جميع أنحاء البلاد. بدعوى وجود تحيز مؤيد للاستقلال من جانب بعثة الأمم المتحدة في تيمور الشرقية، شوهدت الجماعات تعمل مع الجنود الإندونيسيين وتتلقى التدريبات منهم. في أبريل وقبل الإعلان عن اتفاق مايو، أسفر هجوم شنته القوات شبه العسكرية في ليكويسا عن عشرات القتلى من التيموريين الشرقيين. في 16 مايو 1999، هاجمت عصابة ترافق مجموعة من القوات الإندونيسية ناشطي استقلال مشتبه بهم في قرية أتارا؛ وفي يونيو، هاجمت مجموعة أخرى مكتبًا لبعثة الأمم المتحدة في ماليانا. ادعت السلطات الإندونيسية أنها عاجزة عن وقف ما زعمت أنه عنفٌ بين الفصائل المتناحرة في تيمور الشرقية، لكن راموس هورتا انضم إلى آخرين كثر بالاستهزاء من مثل هذه الأفكار. قال في فبراير 1999: «تريد [إندونيسيا] قبل انسحابها زعزعة الاستقرار وإحداث فوضى كبيرة، كما وعدت دائمًا. لقد سمعنا ذلك دومًا، على مر السنين، من الجيش الإندونيسي في تيمور».
بتحذير قادة الميليشيات من «حمام دم»، أعلن «السفير الإندونيسي المتنقل» فرانسيسكو لوبيز دا كروز أنه: «إذا رفض الشعب الحكم الذاتي، فهناك احتمال بتدفق الدماء في تيمور الشرقية». أعلن قادة الجماعات شبه العسكرية أن التصويت على الاستقلال من شأنه أن يسفر عن «بحرٍ من النيران». مع اقتراب موعد التصويت، استمرت تقارير العنف المناهض للاستقلال بالتكدس.
كان يوم التصويت، 30 أغسطس 1999، هادئًا ومنظمًا بشكل عام. أدلى 98.6% من الناخبين المسجلين بأصواتهم، وفي 4 سبتمبر أعلن الأمين العام للأمم المتحدة كوفي عنان أن 78.5% من أصوات الناخبين أيدت الاستقلال. بسبب إصرار «النظام الجديد» على أن التيموريين الشرقيين يدعمون الاندماج، فقد أُصيب الإندونيسيون بالصدمة أو بالذهول من تصويت التيموريين الشرقيين ضد اندماجهم مع إندونيسيا. قبِل كثيرون بالتقارير الإعلامية التي تلقي باللوم على إشراف الأمم المتحدة وأستراليا اللتين ضغطتا على حبيبي من أجل التوصل إلى تسوية.
عندما عاد موظفو بعثة الأمم المتحدة في تيمور الشرقية إلى ديلي عقب الاقتراع، بدأت المدن تُنسف بشكل منهجي. في غضون ساعات من ظهور النتائج، بدأت الجماعات شبه العسكرية بمهاجمة العامة وإشعال النيران حول العاصمة ديلي. فر الصحفيون الأجانب ومراقبو الانتخابات، وذهب عشرات الآلاف من التيموريين الشرقيين إلى الجبال. هاجمت العصابات المسلمة الإندونيسية مبنى الأبرشية الكاثوليكية في ديلي، مما أسفر عن مقتل عشرين شخصًا؛ في اليوم التالي، تعرض مقر اللجنة الدولية للصليب الأحمر للهجوم وأُحرق بالكامل. قُتل لاحقًا في سواي نحو 100 شخص، وتدفقت تقاريرٌ تُبلغ بمذابح مماثلة في جميع أنحاء تيمور الشرقية. رفضت الغالبية العظمى من موظفي الأمم المتحدة المحتجزين في مجمع ديلي الخاص بهم، والذي فاض باللاجئين، الإخلاء ما لم يُسحب اللاجئون أيضًا، مفضلين الموت على أيدي الجماعات شبه العسكرية. في الوقت نفسه، أجبرت القوات الإندونيسية والعصابات شبه العسكرية أكثر من 200,000 شخص على دخول تيمور الغربية إلى معسكرات وصفتها هيومن رايتس ووتش بأنها «تحت ظروف مزرية». بعد عدة أسابيع، عرضت الحكومة الأسترالية السماح للاجئين الموجودين في مجمع الأمم المتحدة مع موظفي الأمم المتحدة بالإجلاء إلى داروين، وجرى إجلاء جميع اللاجئين وجميع موظفي الأمم المتحدة باستثناء أربعة منهم.
عندما وصل وفد من الأمم المتحدة إلى جاكرتا في 8 سبتمبر، أخبرهم الرئيس الإندونيسي حبيبي أن التقارير عن إراقة الدماء في تيمور الشرقية مجرد «أوهام» و«أكاذيب». أصر ويرانتو، جنرالٌ في الجيش الإندونيسي، على أن الوضع تحت سيطرة جنوده، وعبر لاحقًا عن مشاعره تجاه تيمور الشرقية من خلال غناء الأغنية الناجحة «مشاعر» عام 1975 في حدثٍ لزوجات عناصر الجيش.